# Don McKenzie
Pour les articles homonymes, voir McKenzie.
Donald Ward McKenzie Jr. dit Don McKenzie, né le 11 mai 1947 à Los Angeles et mort le 3 décembre 2008 à Reno, est un nageur américain spécialiste des épreuves de brasse s'étant illustré à la fin des années 1960. Lors des Jeux olympiques d'été de 1968 organisés à Mexico, il remporte deux médailles d'or dont celle du 100 m brasse.

## Biographie
Étudiant à l'université de l'Indiana à la fin des années 1960, Don McKenzie représente son club en 1968 et 1969, les Hoosiers, et s'entraîne sous la houlette de James Counsilman. Il partage alors l'entraînement avec Mark Spitz qui remportera sept titres olympiques en 1972 à Munich.
Don McKenzie s'illustre lors des Jeux olympiques d'été de 1968 disputés à Mexico en devenant double champion olympique. Il remporte tout d'abord le 100 m brasse en 1 minutes et 7,7 secondes, trois dixièmes de seconde devant les Soviétiques Vladimir Kosinsky et Nikolai Pankin, nuls autres que l'ancien et l'actuel recordmen du monde de l'épreuve. Par ailleurs membre du relais américain 4 × 100 m quatre nages, il remporte un second titre olympique. Avec ses coéquipiers Charles Hickcox, Douglas Russell et Kenneth Walsh, il améliore même le record du monde établi l'année précédente par une équipe est-allemande. Le temps réalisé par le quatuor, 3 minutes et 54,9 secondes, demeurera le meilleur temps de l'histoire un peu plus de deux années avant qu'un relais de la RDA ne l'efface des tablettes.
Il s'est emparé du record des États-Unis du 100 m brasse en août 1968, peu de temps avant le rendez-vous olympique. Son temps, 1 minutes et 7,3 secondes est battu en juillet 1969 par Brian Job. Il fut également recordman national du 100 yards brasse et améliora trois records des États-Unis en relais. En 1969, il devient champion NCAA du 100 yards brasse et conduit le relais 4 × 100 yards quatre nages des Hoosiers à la même récompense.
En 1989, l'International Swimming Hall of Fame de Fort Lauderdale l'honore en l'intégrant à son musée sportif. Il meurt le 3 décembre 2008 des suites d'un cancer du cerveau.

## Palmarès

### Jeux olympiques
- Jeux olympiques de 1968 à Mexico (Mexique) :
  -  Médaille d'or du 100 m brasse.
  -  Médaille d'or au titre du relais 4 × 100 m quatre nages.